# SameGame
A SameGame (さめがめ) egy elempárosító videójáték, amit eredetileg Chain Shot! címen jelentetett meg Kuniaki Moribe (Morisuke) 1985-ben. Azóta rengeteg számítógépes platformra, kéziszámítógépre, és mobil eszközre is portolták.

## Történet
A SameGame játékot eredetileg Chain Shot! néven hozta létre Kuniaki Moribe 1985-ben. A játék a Japán Gekkan ASCII havi számítógépes magazinban jelent meg, és a Fujitsu FM-8 és FM-7 platformokra volt elérhető.
1992-ben SameGame néven portolta Unix rendszerre Eiji Fukumoto, és a NEC PC-9801 sorozatra Wataru Yoshioka.
1993-ban Ikuo Hirohata elkészítette a játék Windows 3.1-es változatát. Ezt a verziót Hitoshi Ozawa fordította angol nyelvre, amely még a mai napig elérhető a szoftver archívumában.
1994-ben Takahiro Sumiya implementálta Macintosh rendszerre is a játékot. Ebben a verzióban történt néhány változás a játékmenetet illetően — három szín, az öt helyett — és talán ez a legszélesebb körben elterjedt változat az eredeti sorozatból. Ez volt később az alapja a Same Gnome és KSame Linux-ra készített változatoknak.

## Játékmenet

### Szabályok
A SameGame egy négyzetes pályán játszódik, ami kezdetben véletlenszerűen fel van töltve négy- vagy ötféle színű elemekkel.
Az azonos színű elemek kettes vagy nagyobb, vízszintesen vagy függőlegesen szomszédos csoportját lehet csak a pályáról eltüntetni, átlós szomszédosság nem számít.
Miután az elemek eltűntek, a többi lepotyog az üres helyekre. Ha egy teljes oszlop kiürül, akkor általában a tőle jobbra levők eggyel balra csúsznak.
A játék akkor ér véget, ha eltűnt az összes elem, illetve ha már csak olyanok maradnak, amiket nem lehet leszedni, mert nincs annyi azonos színű egymás mellett.
A játék végén a játékos megkapja a végső pontszámot.

### Képek

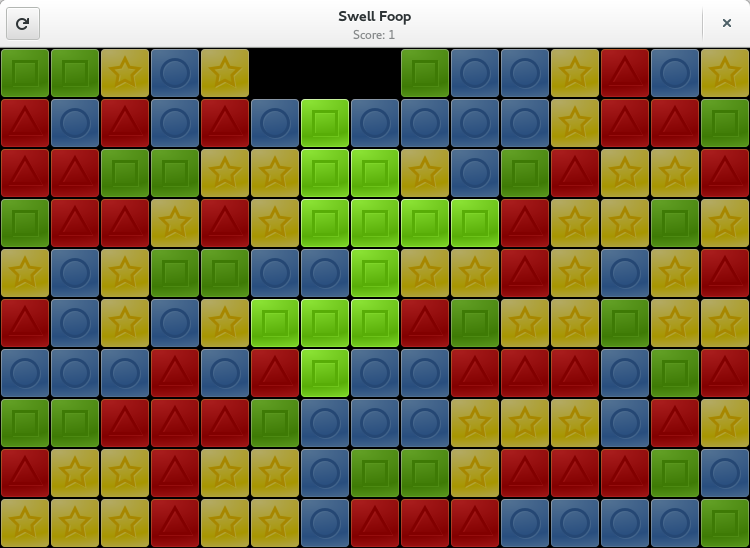
Swell-Foop, GNOME Games
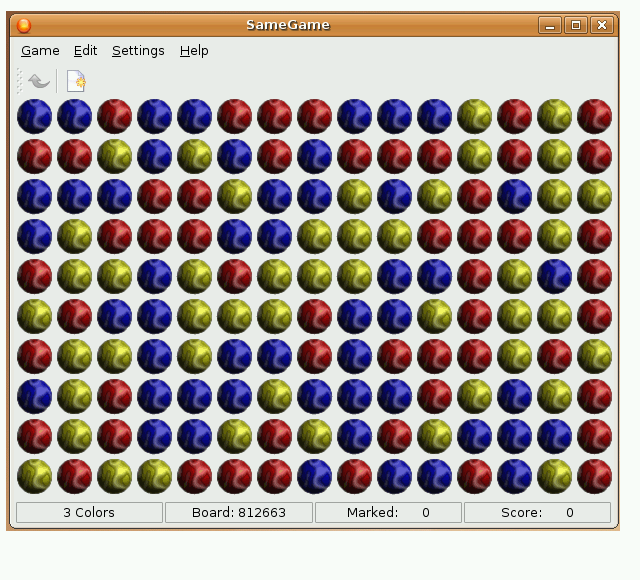
KSame, kdegames
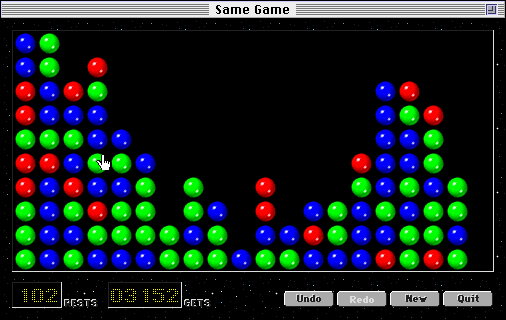
SameGame Mac, Takahiro Sumiya

### Pontozás

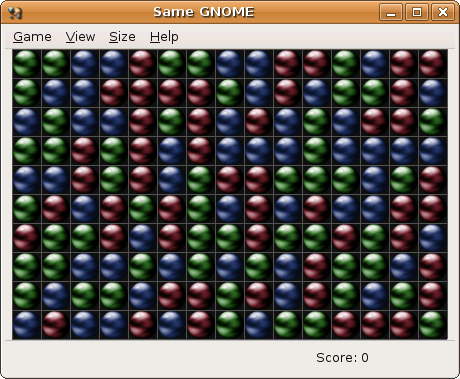
Same GNOME, SameGame GNOME-ra

Minél több elemet szed le a játékos egyszerre, annál több pontot kap.
A legtöbb változatban {\displaystyle n} darab elem eltüntetése esetén {\displaystyle (n-k)^{2}} pontot kap a játékos, ahol {\displaystyle k=1} vagy {\displaystyle 2} az implementációtól függően.
Például a Texas Instruments-re készült Insane Game az {\displaystyle (n-1)^{2}} képletet használja; Ikuo Hirohata implementációja pedig a {\displaystyle n^{2}-3n+4} formulát.
A Windows Mobile-ra készült Bubble Breaker implementáció az {\displaystyle n(n-1)} képletet használja. A 2001-ben Jeff Reno által kiadott verzió képlete pedig {\displaystyle n(n-2)}.
Néhány verzió bónuszpontokat is ad, ha az összes elemet eltüntetjük a pályáról vagy csak egy meghatározott számú elem marad a pályán.
Olyan verzió is létezik, ahol a játék végén megmaradt elemek alapján pontlevonást kap a játékos.

## Megjelenés

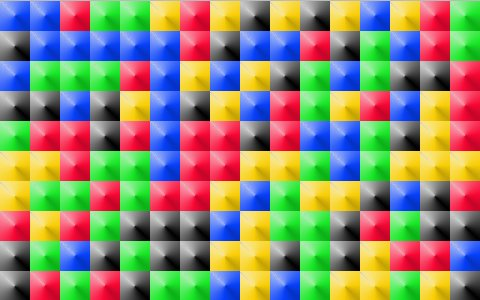
Példa színátmenetekre

Az elemek általában színes négyzetek, körök vagy gömbök formájában jelennek meg a pályán.
Néhány variáns színátmeneteket alkalmaz a térhatás illúziójának megteremtése érdekében.
Léteznek témázható változatok is, amik például állatfigurákat, arcokat, csillagokat, Lego építőkockákat vagy más egyéb grafikai elemeket alkalmaznak.
Bizonyos verziók kijelöléssel megjelenítik, hogy mely elemek lesznek eltávolítva.

## Változatok
| Név                         | Szerző                                            | Kiadás dátuma     | Platform                           | Megjegyzések |
| --------------------------- | ------------------------------------------------- | ----------------- | ---------------------------------- | --- |
| Chain Shot!                 | Kuniaki Moribe                                    | 1985              | Fujitsu FM 8/7                     | Az eredeti változat. 20×10-es pályán játszódik négy színnel. |
| Same Game                   | Eiji Fukumoto                                     | 1992              | Unix                               | Az első verzió Same Game címmel; a színek száma ötre lett emelve. |
| Same Game                   | Wataru Yoshioka (W. Yossi)                        |                   | PC-9801                            | |
| Same Game                   | Ikuo Hirohata (japán) Hitoshi Ozawa (ford. angol) | 1993              | Windows 3.1                        | Lehetőséget ad egy opcionális nagy 25×15 pályára. A nagy pálya 800×600-as képernyőfelbontást igényel.                                                                               |
| KSame Same Gnome Swell Foop |                                                   |                   |                                    | Takahiro Sumiya Macintosh verziója alapján. |
| Undake 30: Same Game        |                                                   | 1995              | SNES                               | Mario franchise-ból vett ikonokkal: Mario feje, pénzérmék, stb. |
| ColorFall                   | Michael LaLena                                    | 1998              | Java/Böngésző alapú                | Pálya koncepció hozzáadása a játékhoz. A szinteket fix számú színes elem eltüntetésével lehet teljesíteni. Minden pályán új színek kerülnek a pályára. Öt különböző verzió készült. |
| Clickomania!                | Matthias Schüssler                                | 1998              | Windows                            | A pálya mérete és a színek száma konfigurálható. |
| SameGame                    | Ronald van Dijk                                   | 1999              | Amiga                              | 15×10-es pálya és három szín. |
| Sega Swirl                  | Scott Hawkins (Sega)                              | 1999              | Dreamcast                          | |
| MacStones                   | Craig Landrum                                     | 1999              |                                    | A Same Gnome alapján. |
| Cascade                     |                                                   | 1999              | Psion Revo                         | |
| Maki                        | Christopher G. Stach II                           | 2010. december    | Java applet/Böngésző alapú         | Három nehézségi szint, öt szín, pontozás {\displaystyle (n-2)^{2}} alapján. |
| PocketPop                   | PocketFun                                         | 2001              | Pocket PC                          | |
| Jawbreaker                  |                                                   | 2003              | Pocket PC                          | |
| Bubble Shot                 | FingerFriendlySoft                                |                   | iOS                                | Bubble Breaker kompatibilis játék, ahol a szomszédos buborékok vizuálisan nagyobb buborékokká olvadnak össze.                                                                       |
| bubbles.el                  | Ulf Jasper                                        | 2007. február     | Emacs                              | Megjelenítés szövegesen vagy grafikusan, attól függően melyik az elérhető. |
| SameGame                    | Steve and Oliver Baker                            | 2008              | JavaScript                         | Online változat, konfigurálható különböző tábla mérettel és színekkel, témázható.                                                                                                   |
| Bubble Bang                 | Decane                                            | 2009. január      | Web böngésző és iOS                | Háromdimenziós játék, labdákkal. Az iOS verzió az Nvidia PhysX-et használja az élethűbb fizikáért. A böngészőben futó verzió Unity-t használ.                                       |
| SameGame                    | Alan Alpert                                       | 2009. július      | Az összes támogatott Qt platformra | QML/QtQuick segítségével íródott. |
| Pop'Em Drop'Em SAMEGAME     | Hudson Soft                                       | 2009. március 23. | WiiWare                            | |
| SameGame                    | Torbjörn Gustafsson                               | 2009. február     | Android (operációs rendszer)       | |
| Bubble Drop!                | Gizmobuddy.com                                    |                   | Symbian S60                        | Lehetőséget ad szelektíven eltüntetni elemeket a pályáról különböző "eszközökkel"                                                                                                   |
| ColorBalls                  | Pistooli                                          | 2010. március     | Haiku OS                           | |
| Click-o-mania HTML          | Bugaco                                            | 2011. január      | JavaScript                         | GWT-ben íródott |
| Cube Crush                  | Gregor Haag                                       | 2011. június      | ActionScript 3                     | Online verzió ranglistával, Adobe Flash Player szükséges hozzá |
| Maki                        | appsburgers                                       | 2011. szeptember  | Android (operációs rendszer)       | |
| Bubblet                     | Edouard Thiel                                     | 2011. október     | Linux, Mac OS X, Windows           | C nyelven íródott az EZ-Draw részeként |
| Bubblet-js                  | Benoit Favre                                      | 2011. október     | JavaScript                         | Online verzió, C nyelvről portolva az EZ-Draw-js segítségével |
| Tapotron                    | Demura Games                                      | 2013. október     | iOS                                | |
| SameGame                    | David Buchweitz                                   | 2014. március     | JavaScript                         | Online verzió ország és tagok szerinti ranglistával |
| One More SameGame           | Dušan Saiko                                       | 2014. október     | QT5                                | Online pontszám szinkronizálás, többnyelvű, Android, Windows, Linux rendszerekre |
| SCRUSH                      | Zafar Iqbal                                       | 2016. december    | Scratch                            | Online, Multi-platform, ranglista |
| samegame1k                  | Gábor Bata                                        | 2017. február     | JavaScript                         | Online játszható, 1024 byte JavaScript kódból. A JS1k 2017 code-golfing versenyre készült                                                                                           |

## Külső hivatkozások
- Chain Shot! Archiválva 2011. június 7-i dátummal a Wayback Machine-ben Kuniaki Moribe honlapján